# Désiré-Joseph Mercier
Désiré-Joseph Mercier també anomenat Desiré Félicien François Joseph Mercier (Braine-l'Alleud, 21 de novembre de 1851 - Brussel·les, 23 de gener de 1926) va ser un arquebisbe (1906-1926) i metropolità (1907-1926) de Bèlgica.

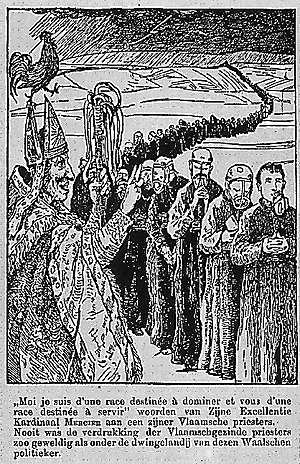
Caricatura de Mercier amb el text (traduït): "«Sóc d'una raça per dominar i vós sou d'una raça per servir», paraules d'un cardenal való als vicaris flamencs, d'un tirà que va oprimir el clergat flamenc com mai no s'ha vist abans"

Va fundar l'Institut superior de filosofia de la Universitat Catòlica de Lovaina i la Unió internacional d'estudis socials. Era un defensor del neotomisme i s'oposava amb força contra el modernisme filosòfic i el cientisme. Poc després que Pius X va publicar l'encíclica antimodernista Pascendi Dominici Gregis el setembre del 1907, va escriure una pastoral per rectificar «tots els errors sobre les idees del papa que la premsa descreguda havia propagat», en pretendre que el papa fos contra la ciència moderna. Preconitza la necessitat de respectar l'autoritat exegètica del papa, per evitar «la malaltia dels protestants» que pateixen una angoixa profunda, causada pel lliure examen i l'absència d'autoritat que decideix quan tinguin qualsevol dubte existencial.

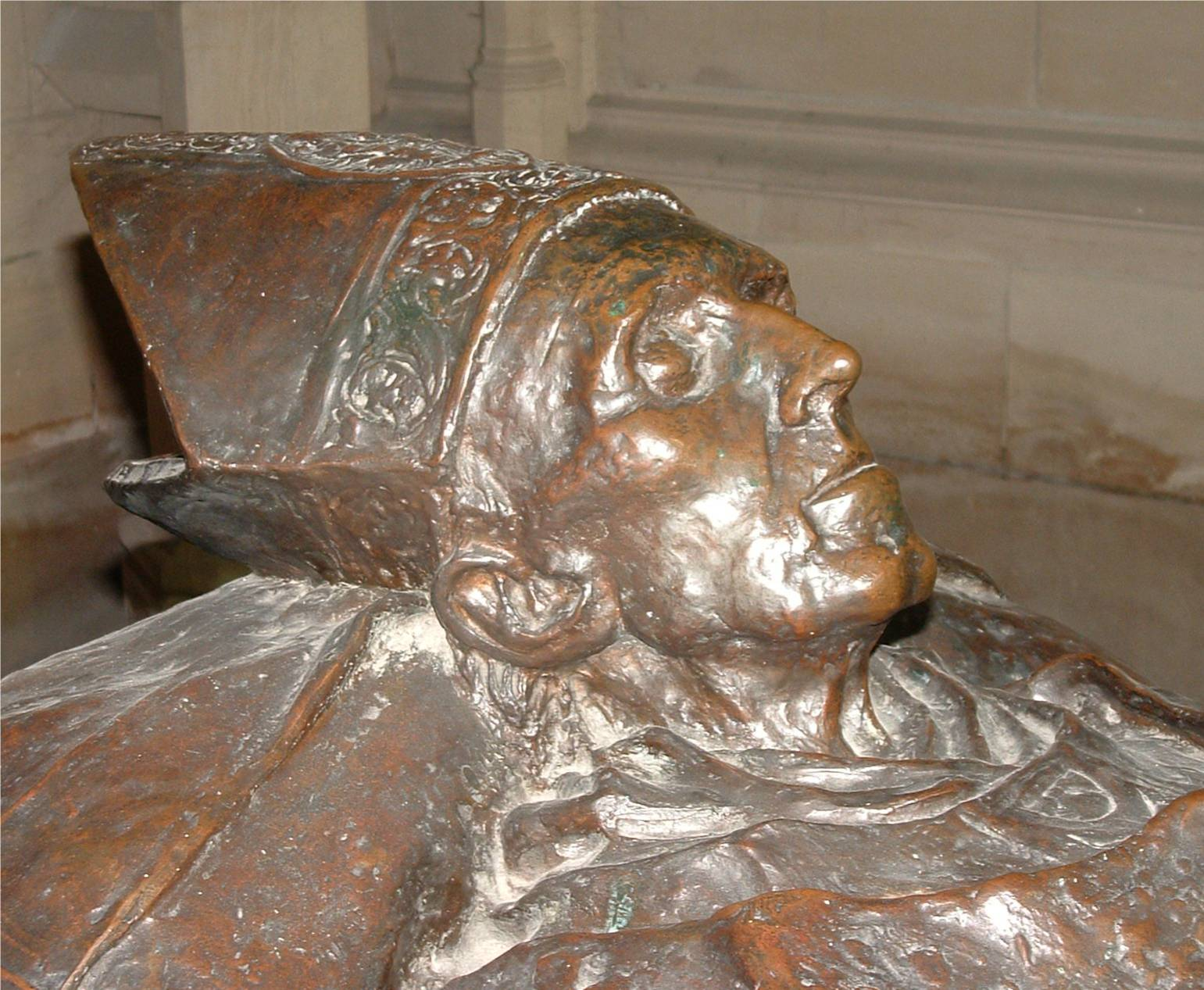
El sepulcre de Désiré Mercier a la Catedral de Sant Rumold a Mechelen

Els seus contemporanis van apreciar la seva actitud envers l'invasor alemany durant la Primera Guerra Mundial quan va incitar la població a la resistència. També va intentar apropar les esglésies anglicana i catòlica. Aquesta iniciativa no va conduir enlloc després que Pius XI va publicar l'encíclica Mortalium Animos en la qual el papa negava la possibilitat de qualsevol pacte que posi en dubta l'autoritat i la veritat de l'església de Roma.
Va morir el 23 de gener del 1926 a Brussel·les i va ser sebollit a la catedral de Mechelen.

## Mercier i la política lingüística a l'estat belga
A l'inici del segle xx, Mercier i molts polítics i intel·lectuals belgues mostraven envers el neerlandès una actitud de menyspreu comparable a la que pot s'observar a Espanya envers el català. La seva oposició contra la llengua neerlandesa en l'educació i la seva incomprensió del moviment flamenc a Bèlgica, que veia ambdós com una amenaça contra la unitat de la pàtria i de la fe, per molts és vista com la part més negativa del seu cardenalat.
Des del 1830, l'ensenyament públic i privat (catòlic) secundari i superior a Bèlgica es va donar només en francès. Sota la pressió del moviment flamenc, des del 1883, l'estat va fer una primera concessió i les escoles públiques secundàries de Flandes van tenir l'obligació legal de donar dos cursos en neerlandès. Mercier temia un obligació semblant a les escoles privades i veia qualsevol activitat decretal de l'Estat sobre l'ús de les llengües en les escoles catòliques com una ingerència il·lícita en les prerrogatives de l'Església catòlica. Des de la «guerra escolar» del 1879-84, tenia una gran influència a Bèlgica per una xarxa densa d'escoles privades, regentades pels bisbes o pels ordes religiosos.
El cardenal va utilitzar tota la seva influència per mantenir el francès com llengua vehicular a l'església i totes les seves institucions (escoles, hospitals, asils…) a la regió de parla neerlandesa de la seva arxidiòcesi. Acceptava el neerlandès al folklore i la llar, o per ensenyar la religió al proletariat no instruït, però considerava que per a la ciència o la filosofia una llengua «universal» com el francès, l'alemany o l'anglès era indispensable. Considerava que una universitat a la qual la llengua de l'ensenyament seria el neerlandès, en aquest cas, la de l'Estat a Gant, perquè l'adopció del neerlandès perjudicaria els interessos dels mateixos flamencs i limitaria la difusió dels resultats de la recerca. Esperava pacificar el moviment flamenc i mantenir-lo dins del si de l'església per unes concessions minimals quant a la posició del neerlandès. En no comprendre les sensibilitats i confiar en l'autoritat de l'església i l'obediència del poble va fracassar. La seva actitud va conduir a una oposició frontal entre el cardenal i una part dels elits catòlics flamencs, que van refusar la subordinació en una qüestió que cada vegada més van considerar com una qüestió civil que no té res a veure amb la fe. Per aquesta divisió de la comunitat catòlica, l'església va perdre influència, tant en política com en qüestions de fe, i el cardenal va obtenir el contrari del que havia volgut realitzar.
Només deu anys després de la seva mort, el 1936, la Universitat Catòlica de Lovaina, de la qual el president de la conferència episcopal d'ofici era el president fins al 1968, va començar a oferir gairebé tots els cursos en neerlandès a més del francès, sota la pressió de la concurrència creixent de la Universitat de l'estat de Gant a la qual el neerlandès havia esdevingut l'única llengua d'ensenyament des del 1930. Aquesta concessió era un acte de realpolitik d'una Església que finalment va preferir el mal menor, l'ensenyament en neerlandès, al risc major de perdre per sempre catòlics flamencs que, en estudiar a una laica i neutral universitat d'Estat només per la qüestió lingüística, hi acabessin perdent la fe.